# Lindsey Ruddins

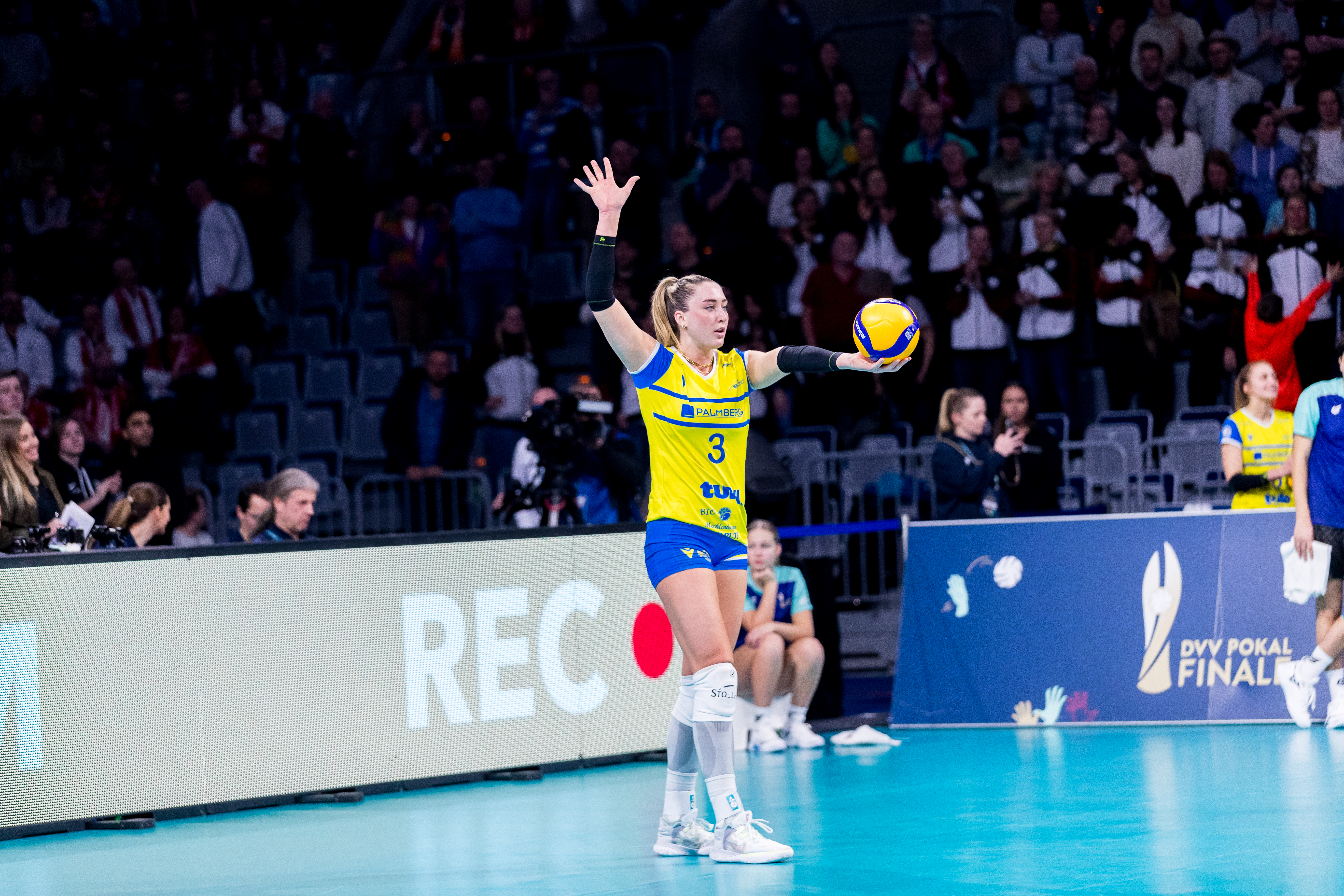
Lindsey Ruddins podczas wykonywania zagrywki w finale Pucharu Niemiec 2022/2023 w barwach klubu SSC Palmberg Schwerin

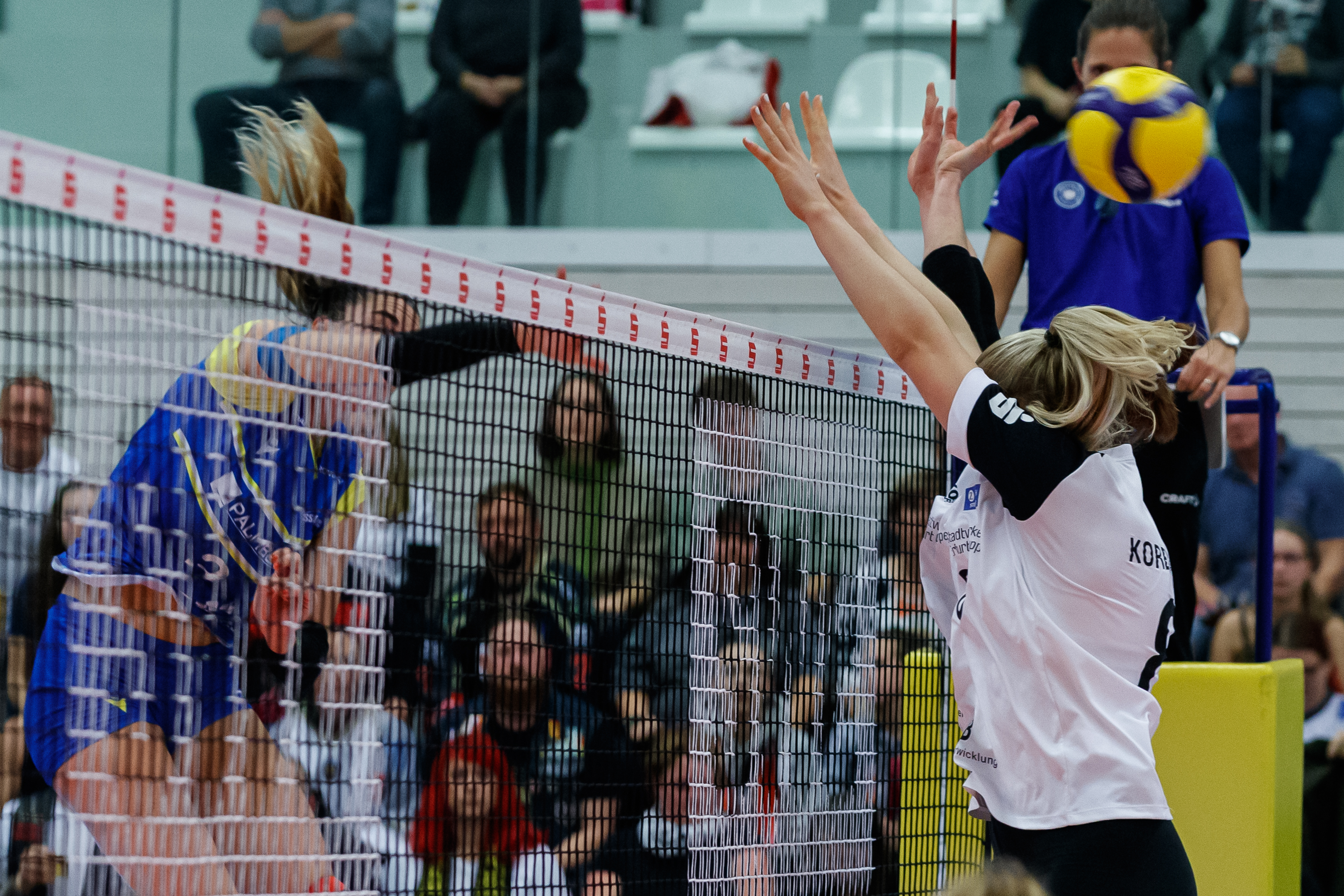
Lindsey Ruddins podczas ataku z lewego skrzydła w barwach SSC Palmberg Schwerin przeciwko Schwarz-Weiss Erfurt w sezonie 2021/2022

Lindsey Ora Ruddins (ur. 5 listopada 1997 w Santa Monica) – amerykańska siatkarka, reprezentantka Stanów Zjednoczonych, grająca na pozycji przyjmującej.
Jej siostry Elise i Gigi zakończyły zawodowe uprawianie siatkówki, gdy ukończyły studia na uniwersytetach.

## Przebieg kariery
| Lata                 | Klub                      |
| -------------------- | ------------------------- |
| 2015–2020            | University Santa Barbara  |
| 2020 (od 27.02.2020) | Pinkin de Corozal         |
| 2020–2021            | SC Potsdam                |
| 2021–2023            | SSC Palmberg Schwerin     |
| 2023–                | Savino Del Bene Scandicci |

## Sukcesy klubowe
Big West Conference:
- 2020

Puchar Niemiec:
- 2023[8]

Liga włoska:
- 2024[9]

Liga Mistrzyń:
- 2025[10]